# Donne di frontiera
Donne di frontiera (Roughshod) è un film del 1949 diretto da Mark Robson.

## Trama
Quattro amiche, Mary, Elaine, Marcia ed Helen, decidono di lasciare la città dove vivono e chiedono a un mandriano, Clay, e al suo giovane fratello di dar loro un passaggio. Elaine è la prima a lasciare il carro una volta raggiunto il ranch della sua famiglia ed è seguita a ruota da Marcia che ritrova il suo fidanzato. Le due rimaste chiedono a Clay di portarle con loro in California. Riluttante il ragazzo accetta, ben consapevole di avere alle costole un malvivente che lo insegue per fargli pagare un vecchio torto. Prima di arrivare a destinazione, Helen conosce un cercatore e decide di sposarlo, ben presto saranno uccisi dal bandito che insegue Clay, che insieme a Mary e al fratello sta ancora cercando di arrivare in California.

## Produzione
Le riprese del film, prodotto dalla RKO Radio Pictures, durarono da fine giugno a metà agosto 1947.

## Distribuzione
Il copyright del film, richiesto dalla RKO Radio Pictures, Inc., fu registrato il 16 giugno 1949 con il numero LP2382. La compagnia non fece uscire la pellicola per quasi due anni, distribuendolo in sala nel maggio 1949.